# Варя Демидова
Ва́ря Деми́дова (настоящее имя Варва́ра Ю́рьевна Ти́мченко; 23 января 1980, Пермь) — композитор, пианистка, автор и исполнительница собственных песен.

## Биография
Родилась в 1980 году в Перми в музыкальной семье: отец Юрий Михайлович Тимченко был руководителем художественной самодеятельности Горного факультета Пермского государственного технического института, по образованию горный инженер. Мать Тимченко Людмила Леонидовна — инженер-разработчик нефтяных месторождений.
Близкими друзьями отца и частыми гостями семьи были Сергей Наговицын и Анатолий Полотно.
С пяти лет Демидова обучалась игре на фортепиано. В одиннадцать лет выступала с Одесским симфоническим оркестром. В 1987—1994 годы принимала участие во всех городских и областных детских и юношеских музыкальных конкурсах.
Окончила с отличием ДМШ № 1 г. Перми по классу фортепиано (педагог — заслуженный работник культуры Малышкова М. А.), готовилась к поступлению в Музыкальное училище, но в четырнадцать лет оставила музыку.
В 1998 году поступила в Дамасский государственный университет (Сирия) на факультет английской литературы, проучилась там три года и вернулась в Россию.
В 2001—2006 годы обучалась в Пермской государственной сельскохозяйственной академии, которую окончила с красным дипломом. Получила специальность «Инженер садово-паркового строительства». Выиграв грант на учёбу в Германии, в 2003—2004 училась ландшафтному проектированию в Университете прикладных наук города Оснабрюк (Fachhochschule Osnabrück).
В 2003 году самостоятельно выпустила диск фортепианной музыки с Гимнопедиями Эрика Сати (Gymnopedies & Gnossiennes)

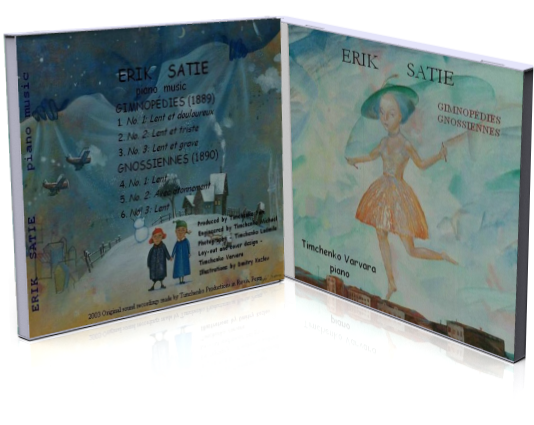
Диск фортепианной музыки Эрика Сати, 2003. Идея и исполнение — Варвара Тимченко (Варя Демидова)

Окончив учёбу, работала инженером-озеленителем в администрации г. Перми и преподавала Ландшафтное проектирование в ПГСХА (Пермская государственная сельскохозяйственная академия).
В мае 2009 года начала писать песни. К июлю 2009 года самостоятельно записала в домашней студии свои первые 20 песен. Записи попали к Олегу Нестерову и Михаилу Габолаеву — продюсерам независимого лейбла «Снегири-музыка». Они пригласили Демидову в Москву. Она заключила контракт с компанией «Снегири-музыка» и переехала в Москву.
В 2010 году вышел ЕР «После сожжения», получивший нелестный отзыв музыкального обозревателя журнала «Афиша» Александра Горбачёва. Одноимённая песня из ЕР неоднократно звучала на «Серебряном дожде». На эту же композицию режиссёром Константином Максимовым в доме-музее Шаляпина был снят первый видеоклип Вари Демидовой.
Первый альбом Вари Демидовой «12 отличий» был записан в студии «Правда Продакшн» в 2009—2010 гг. В записи альбома приняли участие Корней, Дэн Маринкин, Костя Куликов, Михаил Габолаев, Олег Ингиозов. Продюсером был Нестеров, а сопродюсером — Михаил Габолаев. Аранжировщиком была сама Варя Демидова.
Издательство «Коммерсантъ» написало о первом альбоме музыканта:

Послушайте альбом Вари Демидовой целиком и, по возможности, не читайте того, что об этих песнях уже написано. Можно, конечно, попросту сказать, что Варя Демидова — это русский вариант Marina & The Diamonds, и это будет довольно точная аналогия. Но важнее то, что госпожа Демидова — русская поющая поэтесса без гитары, уводящая нас в сторону от сложившегося направления «пост-Земфир» и не проигрывающая от этого, а, наоборот, интригующая.— Журнал «Коммерсантъ Weekend» - №2 (197). - 28.01.2011
В том же году Демидова собрала группу и в период с 2010—2012 выступала в составе трио: Демидова — пианино/вокал, Михаил Габолаев — бас-гитара, Олег Ингиозов — барабаны. Записала лирический дуэт «Иди ко мне» с лидером группы «Конец фильма» Евгением Феклистовым.
В 2011 году начала работу с группой «Би-2», записав совместную песню «Бегущий по лезвию бритвы», которая вошла в альбом Spirit, а также в сингл «Би2» и «Пикника» «Остров (Version 2011)»
Участвовала в проекте Lenta.ru и группы «Аквариум», где представила свою версию песни «Сокол» из альбома «Лошадь белая» (2008). Песня вошла в сборник «Re:Аквариум»
В 2012 году работала над вторым альбомом под музыкальным руководством Шуры Би-2. С апреля 2012 года стала вести сольную концертную деятельность, исполняя свои песни под аккомпанемент фортепиано.
В 2012 году участвовала в работе над трибьютом, посвящённым 25-летию группы «Квартал», выступив на музыкальном вечере, посвящённом памяти Артура Пилявина на телеканале «Дождь». Песня «Ночь, как вокзал», исполненная дуэтом с Шурой Би-2 вошла в альбом группы Квартал — Трибьют: Остров белых птиц 2012.

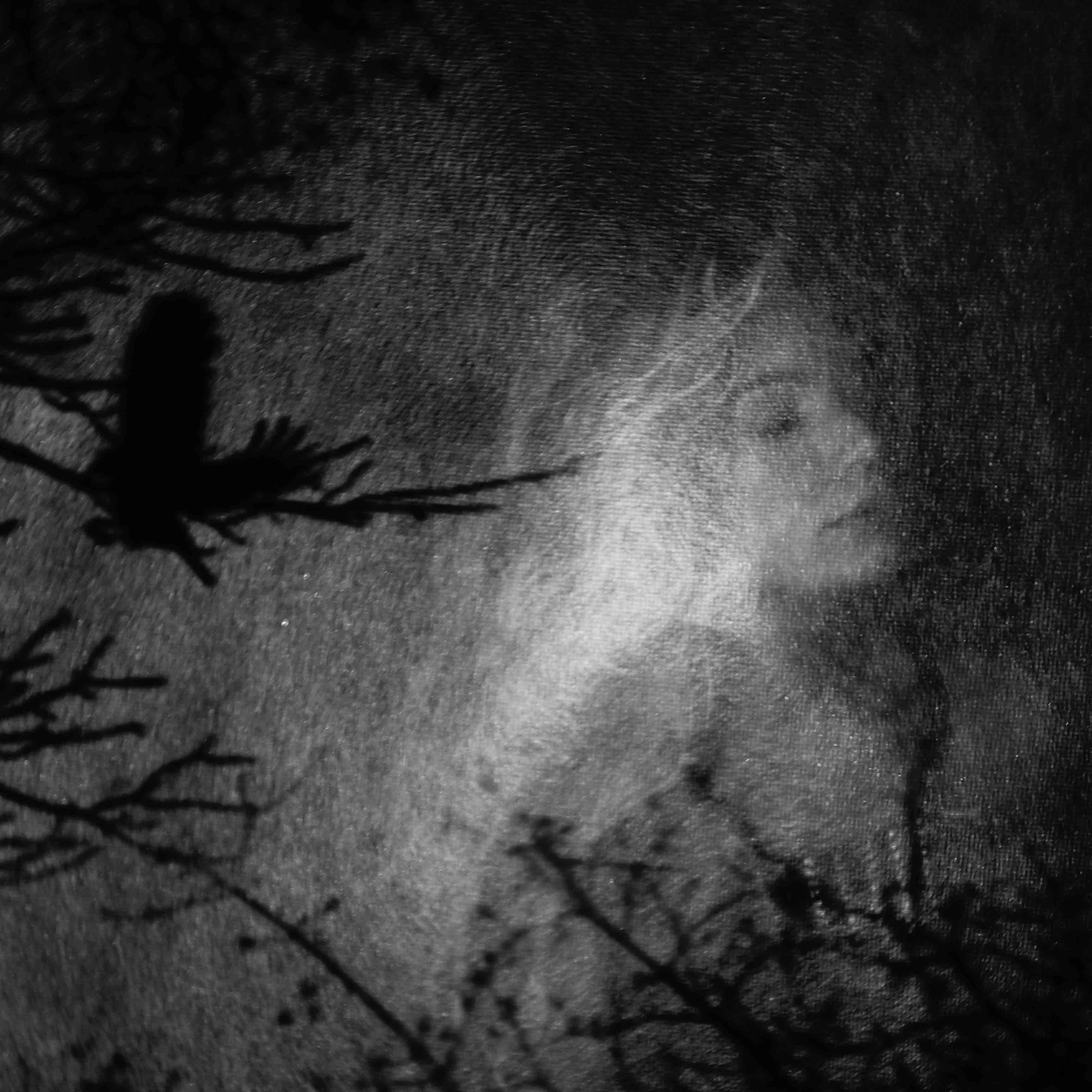
Фото обложки альбома Вари Демидовой «КРАСИВО» Часть 1. Акустика

В 2013 году Демидова под руководством музыкального продюсера Шуры Би-2 выпустила двойной альбом «Красиво» на музыкальном лейбле «Навигатор рекордс». 10 декабря 2013 в московском клубе «16 тонн» состоялась презентация. Песня «Серый блюз» стала саундтреком к фильму режиссёра Андрея Селиванова «Сюрприз для любимого».
В 2014 году Демидова выступила в роли организатора фестиваля «Красиво», прошедшего в марте в клубе «Б2». С мая начала выступать сольно.
16 июня 2016 года вышел третий номерной альбом Вари Демидовой под названием «Ашагета». Среди продюсеров «Ашагеты» значится Шура Би-2, в нескольких композициях он выступил и в качестве вокалиста. Помимо Шуры Би-2, в альбоме можно услышать голоса Дэвида Брауна («Brazzaville»), Евгения Феклистова («Конец Фильма»), Веры Мусаелян («АлоэВера») и Михаила Гальпера («Minerva»). Мастеринг пластинки делал шестикратный обладатель Грэмми Том Койн (Adele, Taylor Swift, Maroon 5, Beyoncé, Ellie Goulding и др.), а над сведением работали Эдриэн Башби (Muse, Foo Fighters, PJ Harvey, Jamiroquai и др.) и Адам Калаитис (Ikon, Peter Hook And The Light, The Kill и др.).

## Дискография

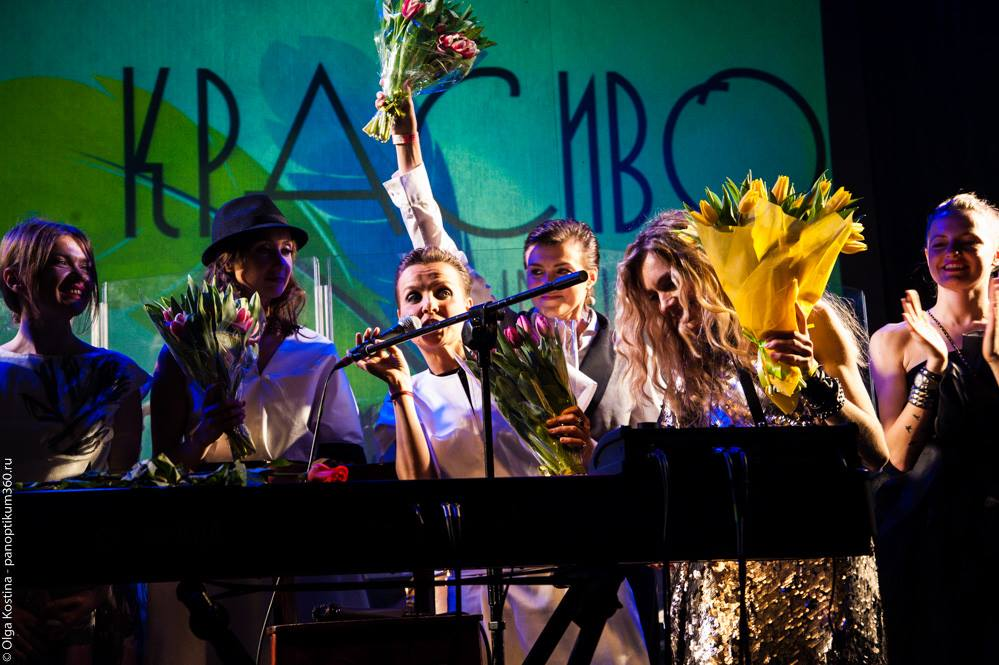
Фестиваль женского инди-рока «КРАСИВО»

Цифровой релиз
EP «После сожжения» 2010
1. После сожжения
2. Нож
3. Авария
4. Sekretoff
5. Тебе романс

Студийные альбомы
«12 отличий» Снегири-музыка 2011
1. 12 отличий
2. Авария
3. Нож
4. После сожжения
5. Мажорная
6. Сумире
7. Рисовать
8. Напомни

1. Твой голос в метро
2. Zима
3. 1315
4. Суеверие

«КРАСИВО — Акустика» Навигатор Рекордс 2014
1. Автобан
2. Третий Зачатьевский
3. Рано feat. Shura Би-2 — Варя Демидова feat. Shura Би-2
4. Серый блюз
5. Песня о звезде
6. PFM
7. Голову врага
8. Коробочка
9. Сибирь
10. Играем вальс!
11. Красиво feat. Shura Би-2 — Варя Демидова feat. Shura Би-2

«КРАСИВО — Электричество» Навигатор Рекордс 2014
1. Весна
2. Варя Демидова с Шурой Би-2 на концерте в ИзраилеГолову врага
3. Жить в доме
4. PFM
5. Песня про оленя
6. Третий Зачатьевский
7. Коробочка
8. Bell
9. Серый блюз
10. Как ты провел лето
11. Играем вальс!
12. Эпилог

«Ашагета» Медиалайн 2016
1. Дорисую дождь
2. Апрель (feat. Шура БИ-2)
3. Ашагета
4. Форточка
5. Фрамуга (feat. Дэвид Браун)
6. 100 минут
7. Родина
8. Bell (remake)
9. Лето (feat. Шура БИ-2)
10. Говорит любовь

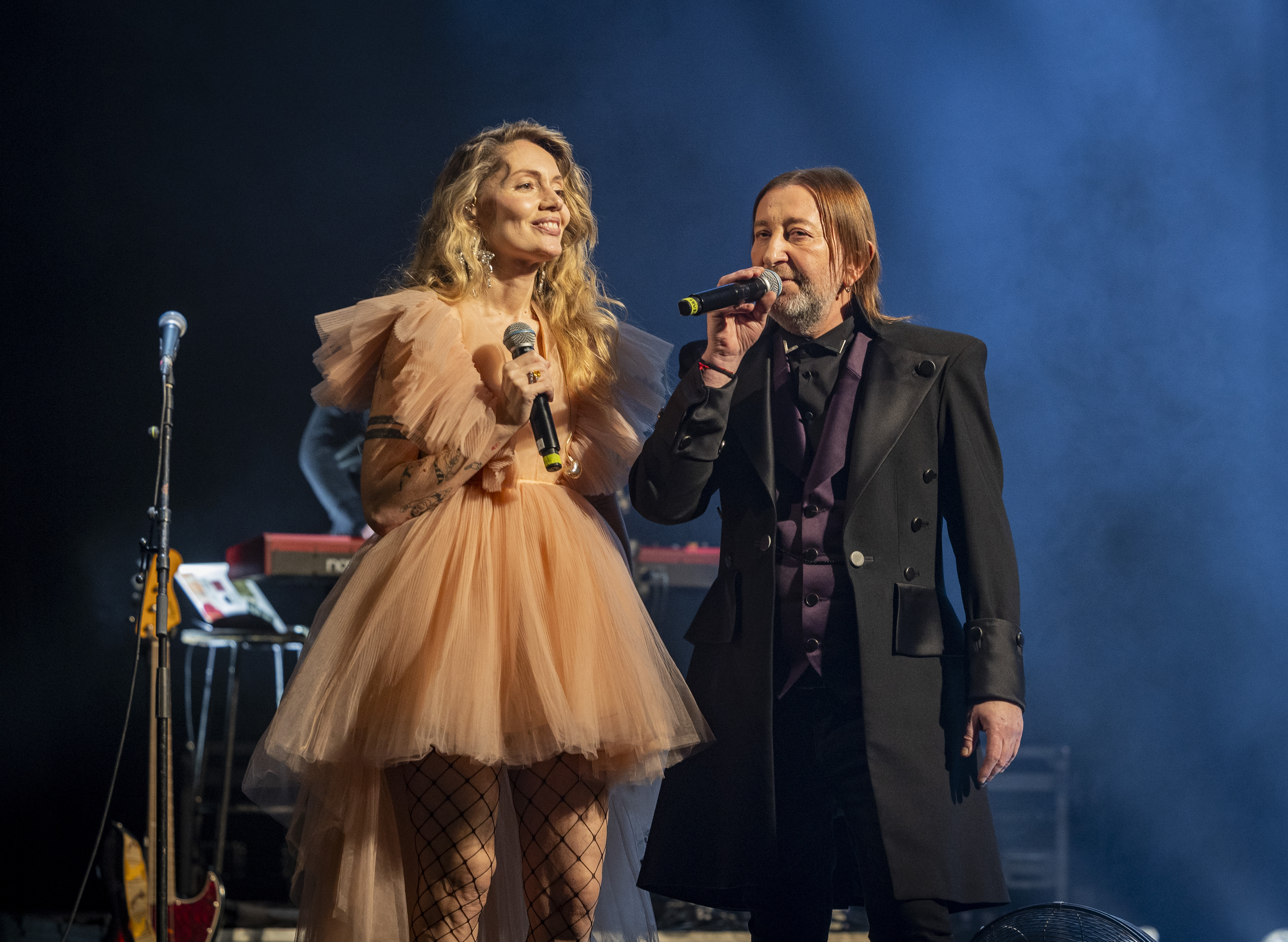
Варя Демидова с Шурой Би-2 на концерте в Израиле

11. Не так (feat. Вера Мусаелян, Евгений Феклистов, Михаил Гальпер)

Другие альбомы
- Сборник «No Oil. No Stress. No Noise» Снегири-музыка (сингл «После сожжения») 2010
- Альбом группы «Конец фильма» 2011 — Далеко (дуэт «Иди ко мне») 2011
- Сингл Би-2 и Пикник — Остров (Version 2011) (дуэт «Бегущий по лезвию бритвы») 2011
- Альбом Би-2 Spirit (дуэт «Бегущий по лезвию бритвы») 2011
- Трибьют RE: Аквариум («Сокол») 2012
- Трибьют: Квартал — Остров белых птиц (Би-2 и Варя Демидова «Ночь, как вокзал») 2012
- Сингл «Автобан»
- Двойной альбом «КРАСИВО» (2-а CD «Элекстричество», «Акустика»); Вышел на лейбле Навигатор Рекордс при музыкальном продюсировании Шуры Би-2.

Неофициальные релизы
Фортепианная музыка Эрика Сати 2003